# Ask the Dust
Ask the Dust (bra: Pergunte ao Pó; prt: A Poeira do Tempo) é um filme de 2006, do gênero drama romântico, escrito e dirigido por Robert Towne. É uma adaptação cinematográfica do livro de 1939 Pergunte ao Pó de John Fante. Tom Cruise (com Paula Wagner e Cruise/Wagner Productions) atuou como um dos produtores do filme. O filme foi lançado em uma base limitada em 17 de março de 2006, e foi inscrito no 28º Festival Internacional de Cinema de Moscou. Foi filmado quase inteiramente na África do Sul com o uso de palcos para retratar Los Angeles.

## Sinopse
Em Los Angeles, na década de 30, no auge da depressão, Arturo Bandini sonha se tornar um escritor famoso. Na tentativa de escrever algo, ele se hospeda em um quarto barato de hotel, mas logo o plano se mostra um fracasso: o dinheiro de Arturo está acabando e ele ainda não conseguiu escrever. É quando ele conhece Camilla Lopez, uma garçonete mexicana que sonha conseguir um bom marido e deixar o emprego.

## Elenco
- Colin Farrell .... Arturo Bandini
- Salma Hayek .... Camilla Lopez
- Donald Sutherland .... Hellfrick
- Eileen Atkins ... Sra. Hargraves
- Idina Menzel .... Vera Rivkin
- Justin Kirk .... Sammy
- Dion Basco .... Patricio/empregado doméstico
- Jeremy Crutchley .... Solomon, o bartender
- William Mapother .... Bill
- Tamara Craig Thomas .... Sally

## Produção
Os direitos do romance pertenceram a Mel Brooks, embora ele os deixasse caducar. Towne conheceu Fante na década de 1970. Essa reunião levou ao seu interesse no projeto. Apesar de terminar o roteiro no início dos anos 1990, ele não conseguiu encontrar apoio financeiro de um estúdio. Durante este tempo, o papel de Farrell foi originalmente definido para ser interpretado por Johnny Depp, mas ele desistiu. Mais tarde, Val Kilmer aceitou o papel e também desistiu. Outro atraso foi Hayek inicialmente rejeitando o papel para evitar ser datilografada como uma imigrante mexicana. Ela aceitou o papel depois de oito anos.
Parte do filme foi filmado na Pinelands High School (Cidade do Cabo, África do Sul), em campos modificados para simular um cenário de Los Angeles.

## Recepção
O filme recebeu críticas geralmente negativas dos críticos de cinema. O agregador de críticas Rotten Tomatoes informou que 35% dos críticos deram ao filme críticas positivas, com base em 104 críticas. Metacritic informou que o filme teve uma pontuação média de 58 de 100, com base em 33 críticas.